# Simon Tchobang
Simon Tchobang (31. srpna 1951, Douala – 7. září 2007, Douala) byl kamerunský fotbalový brankář. Zemřel 7. září 2007 ve věku 56 let na rakovinu.

## Fotbalová kariéra
Byl členem kamerunské reprezentace na Mistrovství světa ve fotbale 1982, ale jako třetí brankář v utkání nenastoupil. Na klubové úrovni hrál v Kamerunu za Dynamo Douala.